# فيودور أليكساندروفيتش إيمين
فيودور أليكساندروفيتش إيمين (1735 - 18 أبريل 1770) (بالروسية: Фёдор Александрович Эмин) هو كاتب روسي من القرن الثامن عشر. ولِدَ إيمين في بولندا في سنة 1735، واسمه الأصلي قبل تعميده محمد علي أمين، وهو يُعتَبر أوَّل روائي في تاريخ الأدب الروسي، نشر ثلاث روايات في حياته، اثنتان منهما نُشِرتا في بداية ستينيات القرن الثامن عشر، وتدخل ضمن جنس روايات المغامرة، ورواية أخيرة نشرها في عام 1766، وتُعتَبر أُولى الروايات الروسية من نوع الروايات الرسالية. تُوفِّي إيمين في الثامن عشر من أبريل سنة 1770 في مدينة سانت بطرسبورغ.

## أعماله
- «الخط غير الدائم أو مغامرات ميراموند» (Nepostoyannaya furtuna ili pokhozhdeniya miramonda، 1763، رواية).
- «مغامرات فيمستوكل» (Priklyucheniya femistokla، 1763، رواية).
- «رسائل إرنست ودورافرا» (Pisma emesta i doravry، 1766، رواية).